# Bjuseträsk
Bjuseträsk är en sjö i kommunen Ingå i landskapet Nyland i Finland. Sjön ligger 23,3 meter över havet. Arean är 33 hektar och strandlinjen är 4,83 kilometer lång. Sjön  ingår i Finska vikens kustområde.   Den ligger omkring 64 km väster om Helsingfors. 
I sjön finns ön Bjuseholm. 